# 1526
1526 (MDXXVI) a fost un an comun al calendarului iulian, care a început într-o zi de luni.

## Evenimente
- 29 august: Înfrângerea armatei maghiare de către otomani la Mohács.

## Nașteri
- Federico Barocci, pictor italian (d. 1612)

## Decese
- 19 ianuarie: Isabela de Burgundia, 24 ani, soția regelui Christian al II-lea al Danemarcei (n. 1501)